# Philodromus schicki
Philodromus schicki este o specie de păianjeni din genul Philodromus, familia Philodromidae, descrisă de Charles Denton Dondale și Redner, 1968. Conform Catalogue of Life specia Philodromus schicki nu are subspecii cunoscute.